# Jan I van Harcourt
Jan I van Harcourt bijgenaamd de Prud'homme (circa 1198 - 5 november 1288) was van 1242 tot aan zijn dood heer van Harcourt en baron van Elbeuf. Hij behoorde tot het huis Harcourt.

## Levensloop
Jan I was de zoon van heer Richard van Harcourt en diens echtgenote Mathilde Tesson, vrouwe van Saint-Sauveur. Na het overlijden van zijn vader rond 1242 werd hij heer van Harcourt en baron van Elbeuf.
In 1248 begeleidde hij koning Lodewijk IX van Frankrijk bij de Zevende Kruistocht. In 1269-1270 nam hij met zijn zoon Jan II eveneens deel aan de Achtste Kruistocht.
In 1257 stichtte Jan de augustijnenpriorij Notre-Dame du Parc, vlak bij het kasteel van Harcourt. Hij werd daar na zijn dood in 1288 bijgezet.

## Huwelijk en nakomelingen
Jan I huwde rond 1240 met Alix van Beaumont (overleden in 1275), dochter van Jan van Beaumont-Gâtinais, grootkamenier van Frankrijk. Ze kregen volgende kinderen:
- Filips
- Richard (overleden in 1269), heer van Boissy-le-Châtel
- Jan II (overleden in 1302), graaf van Harcourt en baron van Elbeuf
- Robert (overleden in 1315), bisschop van Coutances en baron van Saint-Sauveur
- Willem (overleden in 1327), baron van Elbeuf en La Saussaye
- Rudolf (overleden in 1307), kanunnik in Parijs
- Gwijde (overleden in 1336), bisschop van Lisieux
- Alix, huwde met baron Jan van Ferrières
- Luce, huwde met heer Jan van Hotot-en-Caux
- Isabella (overleden in 1340), huwde met heer Jan van Saint-Martin-le-Gaillard
- Blanche, huwde met Pierre de Bailleul
- Agnes, abdis van Longchamp
- Johanna, abdis van Longchamp